# Константин (Горянов)
Митрополит Константи́н (в миру Олег Александрович Горянов; род. 23 марта 1951, Кенес, Джамбулская область) — епископ Русской православной церкви, кандидат медицинских наук (1981), кандидат богословия (1990), профессор, автор ряда публикаций и трудов по медицине и богословию. Митрополит Петрозаводский и Карельский, глава Карельской митрополии с 5 мая 2015 года; председатель Синодальной Богослужебной комиссии (с 2014 года по 2023 год).
Член президиума Российской академии естественных наук (РАЕН), вице-президент Академии наук и искусств союза им. С. П. Королева (АНИС), членом Петровской Академии наук и искусств, член Международной академии наук экологии, безопасности природы и человека (МАНЭБ), член Санкт-Петербургской Академии истории науки и техники, почётный член Международной академии интегративной антропологии, член Союза писателей России, член редколлегии сборника «Богословские труды», журналов «Родная Ладога», «Тобол», «Север» и др. Председатель Церковно-общественного совета по биомедицинской этике при Московском Патриархате. Постоянный участник отечественных и международных конференций, автор более 250 публикаций. Член Союза писателей России с 2012 года.
Тезоименитство — 21 мая (3 июня).

## Биография
Олег Александрович Горянов родился 23 марта 1951 года в семье фельдшера в ауле Кэнессы Свердловского района Джамбульской области Казахской ССР, ныне село Кенес — административный центр Коптерекского сельского округа Байзакского района Жамбылской области Республики Казахстан.
В 1953 году семья переехала в село Холодная Балка Беляевского района Одесской области Украинской ССР, где прошло детство и юность будущего священнослужителя. В селе Ильинка того же района служил священником Никита Васильевич Горянов, дед Олега.
После окончания в 1967 году средней школы в городе Смела Черкасской области Украинской ССР работал на заводе слесарем.
В 1974 году окончил лечебный факультет Винницкого медицинского института и работал участковым врачом, затем старшим врачом бригады интенсивной терапии в районной больнице. В 1980—1982 годах работал в Брянском педагогическом институте ассистентом, затем старшим преподавателем.
В 1981 году защитил в Смоленском медицинском институте кандидатскую диссертацию: «Влияние солей лития на функцию почек», выполненную под руководством доктора медицинских наук профессора Николая Никифоровича Самойлова. После этого занял в Смоленском медицинском институте должность старшего преподавателя.
В 1982 года уволился с работы в институте и устроился рабочим на железной дороге, затем сторожем в Жировицком Успенском монастыре.
В 1983 году по благословению митрополита Минского и Белорусского Филарета (Вахромеева) поступил во 2-й класс Московской духовной семинарии, продолжал заниматься медицинской практикой.
14 апреля 1986 года инспектором МДА архимандритом Георгием (Грязновым) был пострижен пострижен в монашество с наречением имени Константин в честь благоверного князя Константина Муромского. 4 мая 1986 года ректором Московских духовных школ епископом Дмитровским Александром (Тимофеевым) был рукоположён в сан иеродиакона, а 12 июня 1986 года — в сан иеромонаха.
В 1989 году окончил Московскую духовную академию и был оставлен профессорским стипендиатом. Преподавал Священного Писания Ветхого Завета в Московской духовной семинарии. В 1990 году защитил кандидатскую диссертацию на тему: «Русская религиозно-философская антропология на рубеже XIX—XX веков: В. С. Соловьёв и В. И. Несмелов».
2 марта 1990 года возведён в сан игумена, 3 марта зачислен в братию Жировицкого монастыря.
20 марта 1990 года назначен ректором Минской духовной семинарии.
2 сентября 1990 года возведён в сан архимандрита.

### Архиерейство
16 июня 1991 года в Успенском соборе Жировицкого монастыря хиротонисан во епископа Новогрудского, викария Минской епархии. Хиротонию совершили: Патриарх Московский и всея Руси Алексий II, митрополит Минский и Гродненский Филарет (Вахромеев), архиепископ Могилёвский и Мстиславский Максим (Кроха), архиепископ Тамбовский и Мичуринский Евгений (Ждан), епископ Брестский и Кобринский Константин (Хомич), епископ Полоцкий и Витебский Димитрий (Дроздов), епископ Истринский Арсений (Епифанов), епископ Пинский и Лунинецкий Стефан (Корзун), епископ Гомельский и Мозырский Аристарх (Станкевич).
19 февраля 1992 года назначен управляющим Новогрудской и Лидской епархией.
17 июля 1996 года назначен ректором Санкт-Петербургских духовных школ с титулом епископ Тихвинский, викарий Санкт-Петербургской епархии.
С 1999 года — профессор, заведующий кафедрой богословских дисциплин Санкт-Петербургских духовных школ.
3-4 мая 2001 года в Санкт-Петербургской Духовной Академии прошла конференция «Духовные и социальные проблемы глобализации». Принятая ею резолюция может считаться квинтэссенцией легального в рамках РПЦ антиглобализма.
В 2002 году избран Первым Президентом Ассоциации «Покров», объединяющей гражданские и военных ВУЗы Санкт-Петербурга и других городов России.
25 февраля 2003 года был возведён в сан архиепископа.
В 2004 году принимал активное участие в возвращении Тихвинской иконы Божией Матери в Россию.
В 2005 году по инициативе епископа Константина был создан Народный Православный университет (НПУ) в Санкт-Петербурге.
6 октября 2008 года решением Священного Синода освобождён от обязанностей ректора Санкт-Петербургской духовной академии и семинарии и назначен архиепископом Курганским и Шадринским. 22 октября сдал все дела по семинарии.
С 2008 по 2015 год архиепископ Константин был проректором по научной работе Екатеринбургской духовной семинарии, профессором Догматического богословия и научным редактором «Вестника Екатеринбургской духовной семинарии», где были опубликован некоторые его работы. Некоторое время также читал лекции по Догматическому богословию в Тобольской духовной семинарии.
Участвовал в Поместных соборах 1988, 1990 и 2009 годов.
10 сентября 2009 года в Кургане состоялась торжественная встреча ковчега с частицей мощей святого благоверного князя Александра Невского, которую доставил Архиепископ Константин из Александро-Невской Лавры по благословению митрополита Санкт-Петербургского и Ладожского Владимира (Котлярова).
В декабре 2009 года по благословению архиепископа Константина вышел в свет первый номер журнала «Русское поле Зауралья».
Инициатор общецерковного прославления преподобного Далмата Исетского, который был прославлен на Архиерейском соборе РПЦ в 2013 году.
25 июля 2014 года решением Священного Синода назначен на должность председателя Синодальной богослужебной комиссии.
5 мая 2015 года решением Священного Синода назначен правящим архиереем Петрозаводской епархии с титул «Петрозаводский и Карельский», главой Карельской митрополии. 16 мая 2015 года передал дела по управлению Курганской епархией архиепископу Иосифу.
19 мая 2015 года духовенство и паства Петрозаводской епархии встретили в Александро-Невском кафедральном соборе Петрозаводска архиепископа Константина, которого им представил временно управляющий Епархией митрополит Новгородский Лев. Также, в этот день, состоялась встреча с главой Республики Карелии А. П. Худилайненом. Была отслужена лития у могилы митрополита Мануила (Павлова).
С 20 по 25 мая 2015 года, по благословению Владыки Константина, в Петрозаводске прошла I Международная выставка-ярмарка «От покаяния к воскресению России».
24 мая 2015 года в кафедральном соборном Храме Христа Спасителя в Москве возведён в сан митрополита.
25—26 ноября 2015 года в Петрозаводске состоялась научно-практическая конференция, посвященная 25-летию возрождения епархии в Карелии.
19—22 февраля 2016 года в Петрозаводской и Карельской епархии прошли праздничные мероприятия в связи с 500-летием преставления прп. Геннадия Важеозерского. В связи с этим, была учреждена епархиальная медаль в честь прп. Геннадия Важеозерского.
27—28 августа 2016 года в Карелии прошли торжества, посвященные 625-летию преставления преподобного Лазаря Муромского. Создаются службы Карельским святым.
2 августа 2016 года состоялось архиерейское освящение новопостроенной Ильинской церкви, в которой помещены памятные доски с именами погибших воинов—десантников, уроженцев Карелии. Курирует строительство этого храмового комплекса Р. Г. Нургалиев, зам. секретаря Совета безопасности РФ. Кроме освящения новопостроенных приходских храмов, следует отметить возрождение монастырей.
8 января 2017 года в Музыкальном театре Республики Карелии состоялась первая в истории епархии Рождественская елка. На празднике собралось более 450 детей, среди которых были воспитанники детских домов, социальных центров республики и дети из православных приходов города Петрозаводска, а также Кондопожского, Олонецкого, Суоярвского и Пряжинского приходов епархии.
28 августа 2017 года состоялось Великое освящение новопостроенного храма в честь Успения Пресвятой Богородицы в возрождающемся Сяндемском женском монастыре.
3 сентября 2017 года Великим Архиерейским чином освящен новопостроенный храм во имя свт. Николая в возрождающемся Клименецком мужском монастыре.
24 сентября 2017 года митрополит Петрозаводский и Карельский Константин совершил великое освящение и первую Божественную Литургию в храме Преображения Господня в с. Спасская Губа Кондопожского района.
21 ноября 2017 года, в праздник собора Архистратига Михаила и прочих Небесных Сил бесплотных митрополит Петрозаводский и Карельский Константин совершил великое освящение и первую Божественную литургию в новопостроенном храме в честь Архистратига Михаила в пос. Чална.
27 ноября 2017 года под председательством митрополита Константина в рамках регионального этапа XXVI международных рождественских образовательных чтений состоялась конференция «Нравственные ценности и будущее человечества».
8 января 2018 года по благословению митрополита Петрозаводского и Карельского Константина в Музыкальном театре Петрозаводска прошла Вторая епархиальная елка. На празднике собралось 600 детей из Петрозаводска, Кондопоги, Олонца, Медвежьегорска Пряжи, а также дети из Луганска, Донецка, социальных центров.
11 марта 2018 года, в Крестопоклонную неделю, впервые за всю историю исправительных учреждений в Карелии в храме преподобного Ионы Яшезерского на территории Федерального казенного учреждения «Исправительная колония № 9 Управления Федеральной службы исполнения наказаний по Республике Карелия» совершена Божественная литургия свт. Василия Великого архиерейским чином, которую возглавил митрополит Петрозаводский и Карельский Константин.
15 мая 2018 года, впервые в день обретения мощей прп. Афанасия Сяндемского в Сяндемской Успенской обители совершено богослужение архиерейским чином.
10 июня 2018 года митрополит Константин совершил первую в истории Божественную литургию архиерейским чином в храме св. прп. Серафима Саровского в д. Машезеро.
12 июня 2018 года в митрополит Константин совершил освящение часовни в честь иконы Божией Матери «Отрада и утешение» на берегу озера Сямозеро не далеко от д. Кудама, построенную в память о погибших детях на озере Сямозеро.
18 июня 2018 года по благословению митрополита Константина в Петрозаводске состоялся новый международный фестиваль «Юные голоса Онего». В столицу Карелии съехались 20 детских и юношеских коллективов: хоры, вокальные ансамбли, фольклорные коллективы из Карелии, Калининграда, Уфы, Москвы, Санкт-Петербурга, Твери, Владимира, а также из Грузии, всего около 600 юных хористов.
15 октября 2018 года Священный Синод постановил открыть Клименецкий Свято-Троицкий мужской монастырь на острове Большой Клименецкий Медвежьегорского района.
15 октября 2018 года под председательством митрополита Константина в рамках регионального этапа XXVII международных рождественских образовательных чтений состоялась конференция «Молодежь: свобода и ответственность».
10 декабря 2018 года митрополит Константин и директор Благотворительного фонда «Мама-Дом» Набиренкова Людмила Александровна подписали соглашение о сотрудничестве между Благотворительным фондом «Мама-Дом» и Петрозаводской и Карельской Епархией Русской Православной Церкви.
11 декабря 2018 года митрополит Константин и начальник УФСИН по РК Терех Александр Владимирович подписали соглашение о взаимодействии между Петрозаводской и Карельской Епархией Русской Православной Церкви и Управлением Федеральной службы исполнения наказаний по Республике Карелия.
18 декабря 2018 года митрополит Константин совершил освящение нового Республиканского перинатального центра в столице Карелии.
7 января 2019 года на Великой вечерне в Крестовоздвиженском соборе, которую возглавил митрополит Петрозаводский и Карельский Константин, совершилось чудо — начали благоухать мощи преподобного Елисея Сумского.
8 января 2019 года по благословению митрополита Константина в Музыкальном театре Петрозаводска прошла третья епархиальная Рождественская елка. На празднике собралось более 600 детей из Петрозаводска, Кондопоги, Олонца, Медвежьегорска Пряжи, а также дети из Луганска, Донецка, социальных центров.
29 января 2019 года в рамках работы XXVII Международных Рождественских образовательных чтений в пресс-центре Храма Христа Спасителя состоится конференция по направлению "Христианская семья — домашняя Церковь. Секцию «Биоэтика и демография», организованную Церковно — Общественным советом по биомедицинской этике при Московской Патриархии, возглавил митрополит Петрозаводский и Карельский Константин.
30 января 2019 года Митрополит Петрозаводский и Карельский Константин принял участие в VII Рождественских парламентских встречах, которые состоялись в рамках ХХVII Международных Рождественских образовательных чтений в Государственной Думе РФ.
17 февраля 2019 года митрополит Константин совершил Чин великого освящения архиерейским чином храма и первую после освящения Божественную литургию в отреставрированном Крестовоздвиженском соборе г. Петрозаводска.
25 февраля 2019 года Святейший Патриарх Московский и всея Руси Кирилл во внимание к трудам на благо Святой Церкви и в связи с 10-летием патриаршей интронизации наградил митрополита Петрозаводского и Карельского Константина, Председателя Синодальной богослужебной комиссии орденом имени святого благоверного князя Даниила Московского Третьей степени.
27 марта 2019 года митрополит Константин награждён медалью генералиссимуса А. В. Суворова и дипломом за книгу «Апокалипсисы революций».
5 апреля 2019 года, накануне 4-й годовщины присвоения Петрозаводску Почетного звания «Город воинской славы», митрополит Петрозаводский и Карельский Константин и духовенство города приняли участие в церемонии возложения цветов, которая прошла у Мемориального комплекса.
5 апреля 2019 года в Петрозаводском государственном университете состоялась научно-практическая конференция «Библиотека, архив, музей, школа, вуз и Церковь как опорные пункты формирования генеалогической культуры человека». Митрополит Константин выступил на конференции со вступительным словом.
10 апреля 2019 года в Национальной библиотеке Карелии состоялась презентация книги Елены Калининой «Духовное образование в Олонецкой губернии в XIX — начале XX века». В мероприятии принял участие митрополит Константин и духовенство епархии.
16 апреля 2019 года по благословению митрополита Константина в Институте педагогики и психологии Петрозаводского государственного университета прошла Всероссийская научно-практическая конференция «Первые Сретенские образовательные чтения» на тему «Духовная культура — основа формирования нравственной личности», посвященные актуальным вопросам духовно-нравственного воспитания детей и молодежи в условиях современных социально-экономических вызовов.
17 мая 2019 г. в Национальной библиотеке Республики Карелия по благословению митрополита Константина состоиялась презентация книги «Александро-Невская церковь г. Петрозаводска: сборник документов и материалов», вышедшей в издательстве «Периодика» и виртуальной выставки «Александро-Невская церковь г. Петрозаводска: история в документах и фотографиях», размещенной на сайте Национального архива Республики Карелия.
С 5 по 7 июня 2019 года в Петрозаводске прошёл II Международный православный детско-юношеский хоровой Фестиваль «Юные голоса Онего», который объединил в этом году около 350 участников из России и Эстонии.
31 августа 2019 года накануне нового учебного года по приглашению директора Президентского кадетского училища полковника Макаревича Андрея Владимировича, Митрополит Петрозаводский и Карельский Константин освятил училище и совершил молебное пение на начало учения отроков.
Ежегодно 9 мая По инициативе и благословению митрополита Константина колона духовенства в Петрозаводске ежегодно принимает участие в торжественной церемонии возложения венков и цветов к мемориальному комплексу «Аллея Памяти и Славы».
Ежегодно 8 июля во Всероссийский день семьи, любви и верности в Петрозаводске по благословению митрополита Константина проходит Парад Семьи.
Митрополит Константин регулярно принимает участие в заседаниях Синодальной богослужебной комиссии. А также в заседаниях Церковно-общественного совета по биомедицинской этике при Московском Патриархате.
За время управления Петрозаводской и Карельской епархией митрополит Константин совершил богослужения почти во всех приходах, даже там, где ранее никогда не было архиерейского богослужения.
18 мая 2020 года назначен временным управляющим Костомукшской епархией.
16 мая 2023 года решением Священного Синода освобождён от должности председателя Синодальной богослужебной комиссии.
Участвовал в Поместных соборах Русской Православной Церкви в 1988, 1990 и 2009 годах.

## Труды
Управляющий епархией Константин (Горянов) — автор нескольких книг, многочисленных публикаций на медицинские и научно-богословские темы. Он является членом редколлегий литературного журнала «Родная Ладога», издающегося в Санкт-Петербурге, и альманаха «Тобол», который выходит в Кургане. Автор более 250 публикаций в различных периодических изданиях.
8 января 2012 года член Высшего творческого совета Союза писателей России, заслуженный работник культуры Российской Федерации писатель Виктор Потанин вручил архиепископу Константину удостоверение члена Союза писателей России.
- Об эстрогенном действии белокочанной капусты (Brassica aleraceae) // Вопросы питания. 1975. — № 4. — С. 73-75.
- Эстрогенная активность некоторых растительных продуктов питания // Сб.: Профилактика незаразных болезней и пути повышения продуктивности животноводства. Кишинев, 1975. — т. 143. — С.154-158.
- Влияние хлорида лития на функцию почек у крыс // Фармакология — здравоохранению. Тезисы IV Всесоюзного съезда фармакологов. Л., 1976. — С. 184—185.
- О патогенезе литиевой интоксикации // Фармакология и токсокология. 1977. т.40. С.76-79.
- О роли почек в патогенезе литиевой интоксикации // Бюллетень экспериментальной биологии и медицины. 1976. — т. 82. — № 12. — С. 1426—1428.
- Влияние хлорида лития на обмен воды в организме крыс // Тезисы докладов. Шестая конференция молодых ученых. Научно-исследовательский институт фармакологии АМН СССР. М., 1977. — С. 45-46.
- Влияние диуретиков на токсичность хлорида лития // Фармакология и токсикология. 1980. — № 5. — С. 625—628.
- Влияние солей лития на функцию почек (на правах рукописи) // Автореферат диссертации на соискание ученой степени кандидата медицинских наук. Смоленск, 1981.

- Жизнь и творчество Виктора Несмелова // Вестник Белорусского Экзархата. 1990. — № 5 — С.32-36; 1991. — № 6 — С. 40-44.
- Речь при наречении во епископа // Вестник Белорусского Экзархата. 1991. — № 7. — С.7-8.
- Устань і хадзі // Звязда. 1991. — № 202 (21730). — С. 2.
- Жизнь и творчество Виктора Несмелова // Человек. Изд. «Наука». 1992. — № 2. — С. 90-96.
- Молящаяся община как основа свидетельства и служения // Вестник Белорусского Экзархата. 1993. — № 10-11. — С. 65-70.
- Ныне отпущаеши раба Твоего, Владыко // Журнал Московской Патриархии. М., 1993. — № 2. — С. 44-45.
- История Новогрудской епархии от основания до настоящего времени // Сб.: Наваградскія чытанні. Гісторыка-археалагічныя даследаванні Навагрудка. Навагрудак, 1993. — С. 16-30.
- Leben und Werk des russischen Theologen Victor Ivanowitsh Nesmelow // Wort und Dient 13 №. 23, 1995. — 187—199 Kirchliche Hochchule Bethel.
- Жизнь и творчество Виктора Несмелова // Журнал Московской Патриархии. М., 1996. — № 7. — С. 55-62.
- Речь на торжественном акте, посвященном дню Небесных покровителей семинарии вселенских учителей и святителей Василия Великого, Григория Богослова и Иоанна Златоуста (12 февраля 1996 года) // Журнал Московской Патриархии. М., 1996. — № 4-5. — С. 27-30.
- Брест-Литовская уния 1596 г. как церковно-политический плод догматически бесплодного унионального богословия // Материалы научно-богословской конференции, посвященной памяти предобномученика Афанасия, игумена Брестского и 400-летию Брестских церковных соборов. Брест, 16-19 сентября 1996 г. Мн., 1997. — С. 18-23.
  - Брест-Литовская уния 1596 г. как церковно-политический плод догматически бесплодного унионального богословия: Доклад на юбилейной конференции СПбДАиС. 25-26 дек. 1996 г. // Христианское чтение. М., 1997. — № 14. — С. 149—156.
  - Брестская уния 1596 года как церковно-политический плод унионального богословия. К 400-летию окончания Смутного времени в России // Родная Ладога. Культурно-просветительный и литературно-художественный журнал. 2013. — № 1 (23) — С. 167—191.
- Благословение ректора Санкт-Петербургской духовной Академии и Семинарии, епископа Тихвинского Константина // Аничковский вестник. Вып. 6. Всероссийская олимпиада школьников по археологии, этнографии и истории религии. Часть 4: Официальная часть. Доклады руководителей кружков. СПб., 1998. — С. 9-10.
- Приветствие ректора Санкт-Петербургской Духовной Академии и Семинарии Епископа Тихвинского Константина участникам и гостям II Всероссийской церковно-археологической конференции // Церковная археология. Вып. 4. Материалы Второй Всероссийской церковно-археологической конфереции, посвященной 150-летию со дня рождения Н. В. Покровского (1848—1917). Санкт-Петербург, 1-3 ноября 1998 года. СПб., 1998. — С. 3-5.
- Жизнь и религиозно-философская антропология Виктора Несмелова // Христианское чтение. — 1998. — № 16. — С. 5—25.
- Светоч веры и надежды // О. И., К. И. Вальковы. Слово об отце Петре. СПб., 1999. — С. 5-6.
- Церковь, Литургия и образование: Доклад на VII Консультации богословских школ. Санкт-Петербург, 20-26 янв. 1999 г. // Христианское чтение. М., 1999. — № 18. — С. 92-104.
- Предыстория [VII] Консультации [православных богословских школ]. Переписка ректора СПбДА еп. Константина с генеральным секретарем Синдесмоса В. Мисиюком и Патриархом Алексием II // Христианское чтение. М., 1999. — № 18. — С. 81-84.
- Религиозная безопасность личности // Литературный Петербург. 1999. — № 10 (16). — С. 2.
  - Религиозная безопасность личности // Рыночная экономика и стратегия безопасного развития личности. Материалы международной научно-практической конференции, 14 октября 1999 года: Сборник статей. — СПб.: Секретариат Совета Межпарламентской Ассамблеи государств — участников СНГ, 2000. — С. 32-38.
- Православие и культура: [Докл. на Междунар. форуме рус. интеллигенции «Культура и общество: взаимные обязательства на пороге нового тысячелетия». Санкт-Петербург, 18-21 мая 2000 г.] // Христианское чтение. М., 2000. — № 19. — С. 3-20.
  - Православие и русская культура // Сб.: «Культура и общество: взаимные обязательства на пороге нового тысячелетия», СПб., 2001. С.25-36.
  - Православие и русская культура // Балтика. Международный художественно-литературный и публицистический журнал. 2006. — № 2 — С. 191—199.
- Православие и культура // Христианское чтение. — 2000. — № 19. — С. 3—20.
- Обращение к участникам и гостям конференции // История Древней Церкви в научных традициях XX века. Материалы научно-церковной конференции, посвященной 100-летию со дня кончины доктора церковной истории, профессора Санкт-Петербургской Духовной Академии, члена-корреспондента Императорской академии наук Василия Васильевича Болотова (1854—1900). СПб., Издательство Государственного Эрмитажа, 2000. — С. 9-14.
- Естественные науки и православная нравственная идея в XXI веке // Вестник Российской Академии Естественных Наук. СПб., 2001. — № 5(1). — С. 5-12.
- Сообщение // Съезд Православной молодежи 13-16 мая 2001 года в Москве. Сб. докладов. М., 2001. С. 52-55.
- Святой праведный Иоанн Кронштадтский и современность // Свято-Иоанновские Чтения. Церковно-практическая конференция. Статьи и материалы Первых Санкт-Петербургских Свято-Иоанновских Чтений 30 октября — 1 ноября 1999. Вып.1. СПб.: Издание Леушинского Подворья, 2001. — С. 6-10.
- Православие и культура // Образование и культура Северо-Запада России: Гуманитарные науки. Гуманитарное образование. Гуманитарное мышление / Вестник Северо-западного отделения Российской академии образования. Вып. 6. — СПб.: СПбГУП, 2001. — С. 180—187.
- Религиозно-философская антропология Виктора Несмелова // Вестник образования и развития науки Российской Академии Естественных Наук. СПб., 2002. — № 6 (1). — С. 18-27.
- Опыт встречи: К столетию Религиозно-философских собраний // Духовные и социальные проблемы современной России в свете Православия. Материалы научно-практической конференции Собора Православной интеллигенции во имя Святого Преподобного Серафима Вырицкого. Санкт-Петербург 17-18 декабря 2001 года. СПб., 2002. — С. 6-19.
  - Опыт встречи (к столетию Религиозно-философских собраний) // Журнал Московской Патриархии. М., 2003. — № 1. — С. 64-71.
- К столетию Санкт-Петербургских религиозно-философских собраний: 1901-1903 гг. // Христианское чтение. — 2003. — № 22. — С. 15—56.
- От литургии и традиции — к подлинному единству народа // Всерусский собор. 2003. — № 4. — С. 13-22.
- Церковь и Евхаристия // Всерусский Собор. 2004. — № 3(9). — С. 82-99.
  - Церковь и Евхаристия // Международная богословская конференция Русской Православной Церкви «Православное учение о Церкви», 17-20 ноября 2003 г. Москва). М., 2004. — С. 153—172.
  - Церковь и Евхаристия // Христианское чтение. — 2004. — № 23. — С. 19—43.
- Приветственное слово архиепископа Тихвинского Константина, ректора СПбДАиС // Всерусский собор. 2004. — № 2 (8). — С. 74-76.
- Темы Благовещения и Боговоплощения в творениях Петербургских святых // Всерусский Собор. 2004. — № 2 (8). — С. 78-88.
- Приветственные слова. Архиепископ Тихвинский Константин (Горянов), ректор СПбДАиС // Православие, молодежь и будущее России / Отв. Ред. А. Н. Швечиков, ред. Т. Н. Федорова. — СПб., 2005. — С. 6-8.
- Деятельность различных учреждений, общественных и религиозных организаций по формированию экологической культуры населения. Архиепископ Тихвинский Константин (Горянов), Казаков С. В., Романова Н. Л., Соснова И. Г., Семёнов В. Е. // Экологическая культура населения: взгляд петербуржцев. Монография. / Под ред. А. И. Чистобаева. — СПб, СПб НЦ РАН, ВВМ: 2005. — С. 135—168.
- Святой праведный Иоанн Кронштадтский и Георгий Гапон. К столетию Первой русской революции // Всерусский Собор, 2005. — № 1 (11). — С. 48-77.
- Патриотическая деятельность Русской Православной Церкви в годы Великой Отечественной войны // Всерусский Собор. 2005. — № 2 (12) — С. 37-62.
  - Патриотическая деятельность Русской Православной Церкви в годы Великой Отечественной войны // Христианское чтение. — 2005. — № 24. — С. 49—66.
  - Патриотическая деятельность Русской Православной Церкви в годы Великой Отечественной войны // Вестник образования и развития науки Российской Академии Естественных Наук. СПб., 2005. — № 9 (2). — С. 27-38.
- Эсхатологическое учение в творениях святых отцов и его значение в современном мире // Христианское чтение. — 2005. — № 25. — С. 33—66.
  - Эсхатологическое учение в творениях Святых Отцов и его значение в современном мире // Эсхатологическое учение Церкви. Богословская конференция Русской Православной Церкви. Москва, 14-17 ноября 2005 г. Материалы. М.: Синодальная Богословская Комиссия, 2007. — С. 212—239.
- Естественные науки и православная нравственная идея в XXI веке // Православие и медицина. Международные Рождественские образовательные чтения. Сборник избранных докладов медицинской секции (Конференции IX—XII). М., 2005. — С. 6-24.
- Социальная угроза нравственности молодежи // Православие и нравственность. Отв. ред. А. Н. Швечиков, ред. Т. Н. Федорова. — СПб., 2006. — С. 6-13.
- Взаимодействие Государственной Думы и Русской Православной Церкви // Всерусский Собор. Международный литературно-художественный журнал. 2006. — № 2(16). — С. 12-28.
  - Взаимодействие Государственной Думы и Русской Православной Церкви // Христианское чтение. — 2006. — № 26. — С. 37—59.
  - Взаимодействие Государственной думы и Русской православной церкви // Мир человека. 2008. № 4. Том. 8. — С. 60-80.
- Опыт встречи: Церковь и интеллигенция в начале XX века // Империя и религия. К 100-летию Петербургских религиозно-философских собраний 1901—1903 гг.: Материалы Всероссийской конференции / науч. ред. А. В. Карпов, А. И. Тафинцев. — СПб.: Алетейя, 2006. — С.21-46.
- Выступление в дискуссии на тему: Роль Европейского парламентаризма в противодействии новым вызовам и угрозам // Вестник Межпарламентской Ассамблеи. СПб., 2006. — № 2 (45). — С. 218—223.
- История Санкт-Петербургских духовных школ от основания до реформы: 1721-1808 годы // Христианское чтение. — 2006. — № 27. — С. 114—144.
  - История Санкт-Петербургских духовных школ от основания до реформы: 1721—1808 годы // Родная Ладога. Культурно-просветительный и литературно-художественный журнал. 2007. — № 2. — С. 60-90.
  - История санкт-петербургских школ от основания до реформы: 1721—1808 гг. // Мир человека. Ежеквартальный гуманитарно-экономический междисциплинарный журнал. Том 7, № 3, 2008. — С. 94-119.
- Русская Православная Церковь и Государственная Дума: к 100-летию учреждения Государственной Думы в России // Диалог отечественных светской и церковной образовательных традиций. Духовная культура как основа безопасности и здоровья личности, семьи, общества: Материалы Покровских чтений 2005—2006 гг. — СПб.: Изд-во РГПУ им. А. И. Герцена, 2006. — 291 с. — С. 5-24.
- Рецензия на монографию В. А. Киносьяна «Загадка человека» (о философско-религиозном учении В. И. Несмелова) // Православный собеседник: Альманах Казанской Духовной Семинарии. Вып. 2(12), 2006: Казань: Казанская духовная семинария, 2006. — 235 с. — С. 233—235.
- Богословские аспекты Таинства Евхаристии // Таинства Церкви. Материалы подготовительных семинаров Международной богословской конференции Русской Православной Церкви «Православное учение о церковных таинствах». М.: Синодальная Богословская комиссия РПЦ, 2007. — С. 61-73.
  - Богословские аспекты Таинства Евхаристии // Христианское Чтение. 2008. — № 29. — С. 5-21.
  - Таинство Евхаристии: богословские аспекты // Православное учение о Церковных Таинствах: V Международная богословская конференция Русской православной церкви (Москва, 13-16 ноября 2007 г.). Т. 2 : Евхаристия: богословие. Священство. — М. : Синодальная библейско-богословская комиссия, 2009. — 446 с. — С. 11-27
- Становление личности в духовных школах: святой праведный Иоанн Кронштадтский и Георгий Гапон // Христианское чтение. — 2007. — № 28. — С. 4—37.
  - Русский выбор. Святой праведный Иоанн Кронштадский и Георгий Гапон — становление личности в Духовных школах // Родная Ладога. Культурно-просветительный и литературно-художественный журнал. 2008. — № 2. — С. 46-72.
  - Становление личности и стратегия жизни св. прав. Иоанна Кронштадтского и Георгия Гапона // Московский Психотерапевтический Журнал (Теоретико-аналитическое издание). 2008. — № 3 (58), июль-август. — С. 36-64.
- Святая праведность и бунтарское безумство (Иоанн Кронштадтский и Георгий Гапон) // Аврора. 2007. — № 6. — С. 133—157.
- Виктор Несмелов — создатель первой русской систематической антропологии // Пути Промысла Божия и святоотеческое наследие. Сб.докладов. Вып.1. XV Международные Рождественские образовательные чтения «Вера и образование: общество, школа, семья в XXI веке». (2007 г.). М.: Отдел Религиозного образования и катехизации Русской Православной Церкви, 2008. — С. 31-45.
- Вступительное слово. Воспитание православного победителя // Новая дорога к старой школе. Материалы Всероссийской научно-практической конференции «Актуальные проблемы православного образования и воспитания». СПб., 2008. — С. 9-16.
- День победы. О значении для современности проповеднического и пророческого подвига святого праведного Иоанна Кронштадтского // Родная Ладога. Родная Ладога. Культурно-просветительный и литературно-художественный журнал. 2008. — № 3. — С. 10-33.
  - День победы. О значении для современности проповеднического и пророческого подвига святого праведного Иоанна Кронштадтского// Россия. Родина. Молодежь: материалы Первых Всероссийских Ильинских научно-богословских чтений (28-29 октября 2008 г.). — Шадринс: Изд-во ШГПИ, 2009. — С. 19-40.
- Богословские аспекты таинства Евхаристии // Казанский собор. 2008. № 3 (27). С. 6-7; № 4 (28). С. 6-7.
- Да будет воля Твоя. К 90-летию убиения Царской семьи // Родная Ладога. 2008. — № 4. — С. 8—23.
- Отрекаясь от грехов прошлого (к 90-летию убиения Царской семьи) // Аврора. 2008. — № 5. — С. 123—137.
- Господь не оставит Россию. // Резидент. 2009. — № 2 (15). — С. 3—12.
- И. А. Ильин и Православие // Русский экономический вестник: научно-публицистический журнал. Тематический вып. № 8 / Материалы VII Международных Ильинских научно-богословских чтений «Духовно-нравственный путь развития России» (27-28 апреля 2009 г.). — Екатеринбург: Изд-во Уральского института бизнеса, 2009. — С. 17-22.
- Конец русской симфонии. Русская Православная Церковь и Государственная Дума первых созывов// Родная Ладога. Культурно-просветительный и литературно-художественный журнал. 2009. — № 4 — С. 12—23.
- Господь не оставит Россию // Русское поле Зауралья. 2009. — № 1 — С. 2—11.
- Рождественское послание Высокопреосвященного КОНСТАНТИНА, архиепископа Курганского и Шадринского Богоспасаемой пастве Курганской епархии Русской Православной Церкви // Православная газета. 2009. — № 1 (22) — С. 1-2.
- Пасхальное послание Высокопреосвященного КОНСТАНТИНА, архиепископа Курганского и Шадринского, богоспасаемой пастве Курганской епархии Русской Православной Церкви // Православная газета. 2009. — № 4 (26). — С. 1-2.
- Крест помогает преодолеть страх смерти // Православная газета Курган. 2009. — № 4 (27). — С.11.
- Россия. Родина. Молодежь // Православная газета Курган. 2009. — № 5 (28). — С. 5.
- «Запечатлеть на себе красоту». Русская культура и Православие // Родная Ладога. Культурно-просветительный и литературно-художественный журнал. 2010. — № 1 — С. 26-32.
- Священный долг перед Родиной и верой. О патриотической деятельности Русской Православной церкви в годы ВОВ// Родная Ладога. Культурно-просветительный и литературно-художественный журнал. № 2, 2010. — С. 20-34.
- Напутственное благословение Преосвященного архиепископа Курганского и Шадринского Владыки Константина // Духовно-нравственный путь развития России и молодежь: материалы II Всерос. Ильинских моодеж. Научн.-богослов. Чтений (Шадринск, 11 декабря 2009) — Шадринск: ШГПИ, 2010. С. 9-11.
- Желаю, чтобы Святой Дух снизошёл на жителей города Шадринска // Исеть: газета за 2 июня 2010 г. — С. 8.
- Патриотическая деятельность РПЦ в годы Великой Отечественной войны // Русское поле Зауралья. 2010. — № 2. — С. 2—9.
- С верой в Победу // Тобол. 2010. — № 19. — С. 58-70.
- К 65-летию Победы: патриотическая деятельность РПЦ в годы Великой Отечественной войны // Православие в судьбе Урала и России: история и современность. Материалы Всерос. науч.-практ. конф. (г. Екатеринбург, 18-20 апреля 2010 г.). Екатеринбург: ИИА Уро РАН; Изд-во Екатеринбургской епархии, 2010. — С. 315—326.
- Рождественское послание Высокопреосвященного КОНСТАНТИНА, архиепископа Курганского и Шадринского Богоспасаемой пастве Курганской епархии Русской Православной Церкви // Православная газета. 2010. — № 1 (34) — С. 1-2.
- Собирательный и образовательный аспекты богослужения // Православная газета. 2010. — № 2 (35) — С. 1-2.
- Пасхальное послание Высокопреосвященного КОНСТАНТИНА, архиепископа Курганского и Шадринского, богоспасаемой пастве Курганской епархии Русской Православной Церкви // Православная газета. 2010. — № 3 (36) — С. 1-2.
- Приобщение молодежи к христианскому мировоззрению через православную книгу — задача Церкви// Православная газета Курган. 2010. — № 3 (36) — С. 6-7.
- Священный долг перед Родиной и верой. О патриотической деятельности Русской Православной церкви в годы ВОВ// Православная газета. 2010. — № 4 (37) — С. 1-4.
- Архиепископ Курганский и Шадринский Константин (Горянов). Любовью служите друг другу. Церковь, Литургия, образование // Родная Ладога. Культурно-просветительный и литературно-художественный журнал. 2010. — № 3 (13). — С. 50-58.
- Желаю, чтобы Святой Дух снизошёл на жителей города Шадринска // Православная газета. Курган. № 6 (39). 2010. — С. 6.
- О духовном образовании и патриотическом воспитании студентов духовных школ// Православная газета. Курган. № 10 (43), 2010. — С. 4-5.
- Деятельность Русской Православной церкви в поднятии патриотизма и духа советского народа для достижения победы в Великой Отечественной войне. Доклад на общем собрании АНИС 10 апреля 2010 г., Москва // Вестник Союза, № 2 (43), август, 2010. — С. 1, 4.
- Образование: каким ему быть // Русское поле Зауралья. 2010. — № 3. — С. 29-33.
- 137. Выдержки из отчетного доклада Управляющего Курганской и Шадринской епархией Высокопреосвященнейшего Константина, архиепископа Курганского и Шадринского на Епархиальном собрании 28 декабря 2010 г.// Православная газета Курган № 1 (45), 2011. С.4.
- Рождественское послание Высокопреосвященного КОНСТАНТИНА, архиепископа Курганского и Шадринского Богоспасаемой пастве Курганской епархии Русской Православной Церкви // Православная газета. 2011. — № 1 (46) — С. 1-2.
- Пасхальное послание Высокопреосвященного КОНСТАНТИНА, архиепископа Курганского и Шадринского, богоспасаемой пастве Курганской епархии Русской Православной Церкви // Православная газета. 2011. — № 4 (49) — С. 1-2.
- Якорь спасения // Православная газета Курган, 2011. — № 1 (45) — С. 4.
- Отсутствие идеи порождает революции // Православная газета Курган. 2011. — № 1 (45). — С. 8.
- Темы Благовещения и Боговоплощения в творениях Петербургских святых. К 60-летию со дня рождения, 40-летию научной деятельности, 20-летию архиерейской хиротонии //Родная Ладога. Культурно-просветительный и литературно-художественный журнал. 2011. — № 2 (16) — С. 5—19.
- Архиепископ Константин выступил с докладом на пленарном заседании VI Областных Рождественских образовательных чтений// Православная газета Курган. 2011. — № 2 (46) — С. 8.
- Петр Столыпин: «Им нужны великие потрясения, нам нужна великая Россия!» // Православная газета Курган, 2011. — № 4 (48). — С.8-9.
- День православной книги в Кургане// Православная газета Курган. 2011. — № 4 (48) — С. 10-11.
- Социальные ценности и выбор времени// Православная газета Курган. 2011. — № 5 (49) — С.6.
- О духовном образовании и патриотическом воспитании студентов духовных школ//Вестник Екатеринбургской духовной семинарии. 2011. — № 1 — С. 12-27.
- Бог — Мир — Человек. Основоположники и смысл русской религиозной философии и антропологии //Родная Ладога. Культурно-просветительный и литературно-художественный журнал. 2011. — № 3 (17) — С. 157—169.
- Религиозно-Философская антропология. История и определения термина, современные проблемы //Родная Ладога. Культурно-просветительный и литературно-художественный журнал. 2011. — № 4 (18) — С. 27-41.
- И познаете истину (Ин.8:32). — СПб.: Родная Ладога, 2011. — 568 с.: ил
- Предисловие к книге // Базиленко И. В. Историография, религиоведение и культурология Востока: учеб. Пособие для студентов направлений «зарубежное религиоведение», «Религиоведение», «Культурология», / И. В. Базиленко. — СПб.: Изд-во Политехн. Ун-та, 2011. — 344 с.
- Патриотическая деятельность Русской Православной Церкви в годы Великой Отечественной войны // Научный православный взгляд на ложные исторические учения. Материалы совместной конференции Русского культурно-просветительского фонда имени Василия Великого и института РАН. — М.: Русский издательский центр, 2011. — С. 282—311.
- Открытый урок. Состоялись VII Областные Рождественские чтения (пленарный доклад архиепископа Константина на тему: «…Остаётся одна Россия». К войне 1812 года) // Православная газета Курган, № 2 (58), февраль, 2012. — С. 9.
- Религиозно-философская антропология. История и определение термина, современные проблемы // Родная Ладога. Культурно-просветительный и литературно-художественный журнал. 2012. — № 1 (19) — С. 92—103.
- «…Остаётся одна Россия». К 200-летию изгнания войск Наполеона с Земли Русской // Родная Ладога. Культурно-просветительный и литературно-художественный журнал. 2012. — № 2 (20). — С. 157—194.
  - «…Остаётся одна Россия». К 200-летию изгнания войск Наполеона с Земли Русской // Царкоунае слова. Газета Белорусской Православной церкви. 2012. — № 26-27 (522—523)
  - «…Остаётся одна Россия». К 200-летию изгнания войск Наполеона с Земли Русской // Курган и курганцы. № 987 (3293), 2012. — С. 5.
- Православие в исторической судьбе России: богословско-философские аспекты // 1150-летие России от истоков — до современности (862—2012 гг.): материалы Всероссийской научно-теоретической конференции (2-3 ноября 2011 г.), — Шадринск: Изд-во ОГУП Шадринский дом печати, 2012. — С. 10-13
- Дерзай дщерь! Вера твоя спасла тебя (Мф. 9:22). Богословское, историко-социальные, психофизиологические аспекты служения женщин в Церкви // Родная Ладога. Культурно-просветительный и литературно-художественный журнал. 2012. — № 3 (21) — С. 176—189.
- Дух Православия. К 200-летию изгнания войск Наполеона с Земли Русской // Русское поле Зауралья. 2012. — № 5. — С. 34-39.
- Оружием Божией веры. О величии и современном значении проповеднического и пророческого подвига святого праведного Иоанна Кронштадтского // Иркутский Кремль. Православный альманах. № 1 (8), 2012. — С. 10-18.
- Религиозно-философский взгляд на Отечественную войну 1812 г. (к 200-летию изгнания войск Наполеона с Земли Русской) // Вестник Екатеринбургской духовной семинарии. — Екатеринбург, 2012. — Вып. 3. — С. 14-35.
- Осолить Вселенную: история Православной миссии в Иране. Статья на основе доклада на тему: «Русская Православная миссия в Урмии (1898—1918) и её вклад в изучение Ирана» // Родная Ладога. Культурно-просветительный и литературно-художественный журнал. 2012. — № 4 (22) — С. 42-66.
- Пасхальное послание Высокопреосвященного КОНСТАНТИНА, архиепископа Курганского и Шадринского, богоспасаемой пастве Курганской епархии Русской Православной Церкви // Православная газета Курган, № 3 (59), март-апрель, 2012. С.2.
- «…Остаётся одна Россия». К 200-летию изгнания войск Наполеона с Земли Русской // Православная газета Курган, № 6 (62), июль-август, 2012. — С. 8-9.
- Дерзай дщерь! Вера твоя спасла тебя (Мф. 9:22). Богословское, историко-социальные, психофизиологические аспекты служения женщин в Церкви // Православная газета Курган. 2012. — № 7 (63), сентябрь. — С. 8-9.
- Приветствие Высокопреосвященного КОНСТАНТИНА, архиепископа Курганского и Шадринского, священноархиамндрита Свято-Успенского Далматовского мужского монастыря участникам конференции // Свято-Успенский Далматовский монастырь — духовный центр Зауралья: история и современность. Под общ. редакцией Архиепископа Константина. Екатеринбург, 2012. — С 3.
- Священномученик Аркадий Гаряев и Боровской женский монастырь Похвалы Пресвятой Богородицы. К 10-летию канонизации и 5-летию обретения честных мощей священномученика Аркадия пресвитера. Под общ. редакцией Архиепископа Константина. Курган, 2012. — С. 3-4
- Поздравительное слово архиепископа Курганского и Шадринского владыки Константина // Свято-Казанский Чимеевский Епархиальный мужской монастырь. К 10-летию основания. Челябинск. 2012. — С. 3.
- Рождественское послание архиепископа Курганского и Шадринского Константина пастырям, диаконам, монашествующим и всей богоспасаемой пастве Курганской епархии // Православная газета. 2012. — № 10 (66) — С. 2.
- История православной миссии в Иране // Вестник Екатеринбургской духовной семинарии. — 2012. — № 2. — С. 12—39.
- Участникам конференции «Церковь и русская культура» // Православная Церковь и русская культура. Материалы Международной научно-практической конференции (г. Санкт-Петербург, 11-12 февраля 2011 г.). Санкт-Петербург, 2012. — C. 5-6.
- «Драгоценная ноша». Православие и русская культура // Родная Ладога. Культурно-просветительный и литературно-художественный журнал. 2013. — № 2 (24) — С. 53-77.
- Пасхальное послание архиепископа Курганского и Шадринского Константина, пастырям, диаконам, монашествующим и всей богоспасаемой пастве Курганской епархии // Православная газета Курган. 2013. — № 4 (70) — С. 1.
- Основа чуда — сочетание веры, любви и добрых дел // Православная газета Курган. 2013. — № 4 (70). — С. 2.
- Поздравление порталу «Русская народная линия» с трехлетием со дня основания// Православная газета Курган. 2013. — № 4 (70) — С. 5.
- Приветственное слово почетного Председателя Собора православной интеллигенции архиепископа Курганского и Шадринского Константина (Горянова) на открытие Конференции Собора в честь 400-летия со дня воцарения династии Романовых // Православная газета Курган. 2013. — № 4 (70) — С. 7.
- Путь Царский. К 400-летию Дома Романовых // Родная Ладога. Культурно-просветительный и литературно-художественный журнал. 2013. — № 3 (25) — С. 149—166
- Православие в Романовскую эпоху // Православная газета Курган. 2013. — № 6 (72) — С. 8—9.
- 20-лет — это только начало // Русское поле Зауралья. 2013. — № 6. — С. 14—17.
- История Курагнской епархии // Русское поле Зауралья. 2013. — № 6 — С. 18—27.
- За Уральским хребтом. История Православия в Зауралье до 1917 года // Родная Ладога. Культурно-просветительный и литературно-художественный журнал. 2013. — № 4 (26) — С. 22-40.
  - За Уральским хребтом. История Православия в Зауралье с 1917 года до наших дней. продолжение // Родная Ладога. Культурно-просветительный и литературно-художественный журнал. № 1 (27), 2014. — С. 42-60.
- Рождественское послание архиепископа Курганского и Шадринского Константина пастырям, диаконам, монашествующим и всей богоспасаемой пастве Курганской епархии // Православная газета. № 12 (78), 2013. — С. 2.
- Путь Царский // Вестник Екатеринбургской духовной семинарии. — Екатеринбург, 2013. — Вып. 1 (5). — С. 14-38.
- Православие в Зауралье: к 20-летию образования Курганской и Шадринской епархии // Вестник Екатеринбургской духовной семинарии. — 2013. — Вып. 2 (6). — С. 12—53.
- К юбилею главного редактора // Вестник Российской академии естественных наук. № 18 (1), 2014. — С. 11.
- И «тогда воздвигается Сергий» К 700-летию великого святого земли Русской Сергия Радонежского // Родная Ладога. Культурно-просветительный и литературно-художественный журнал. № 2 (28), 2014. — С. 16-31
- Украденная победа .К 100-летию начала Первой мировой войны // Русь Державная. № 6 (238), июнь, 2014.
- «Не разлучившись с паствой» подвиг русского православного духовенства в Первую мировую войну 1914—1918 гг. // Родная Ладога. Культурно-просветительный и литературно-художественный журнал. № 3 (29), 2014. — С. 79-105.
- И «тогда воздвигается Сергий» К 700-летию великого святого земли Русской Сергия Радонежского // Берега. Литературно-художественный и общественно-политический журнал. Калининград. № 5, 2014. — С. 3-11.
- За Уральским хребтом. История Православия в Зауралье с 1917 года до наших дней. // Альманах «Тобольск и вся Сибирь». Курган. XIII том. — Тобольск, издательский отдел Общественно-благотворительного фонда «Возрождение Сибири», 2014. — С. 156—170.
- «Не разлучившись с паствой» подвиг русского православного духовенства в Первую мировую войну 1914—1918 гг. // Православная газета Курган. 2014. — № 6 (84) — С. 8-9.
- И «тогда воздвигается Сергий» К 700-летию великого святого земли Русской Сергия Радонежского // Вестник Екатеринбургской духовной семинарии. — Екатеринбург, 2014. — Вып. 1 (7). — C. 13-29.
- «Не разлучившись с паствой» подвиг русского православного духовенства в Первую мировую войну 1914—1918 гг. // Православная газета Курган. 2014. — № 7 (85) — С. 8-9.
  - «Не разлучившись с паствой» подвиг русского православного духовенства в Первую мировую войну 1914—1918 гг. // Вестник Екатеринбургской духовной семинарии. — Екатеринбург, 2014. — Вып. 2 (8). — С. 64-101.
- О подвиге русского православного духовенства в Первую мировую войну 1914—1918 гг. // Церковное слово. Газета Белорусской Православной церкви. 2014. — № 35-37 (635—637). — С. 4-6.
- «Сторичный плод» (Ин. 12:24). Расширенный вариант обращения к участникам и гостям научно-церковной конференции «История Древней Церкви в научных традициях XX века», посвященной 100-летию со дня кончины доктора церковной истории, профессора Санкт-Петербургской Духовной Академии, член-корреспондента Императорской Академии наук, Василия Васильевича Болотова. Санкт-Петербург, 2000 год // Родная Ладога. Культурно-просветительный и литературно-художественный журнал. № 4 (30), 2014. — С. 66-76.
- Роль церкви в Первой мировой войне // Русское поле Зауралья. 2014. — № 7. — С. 16 — 21.
- Рождественское послание архиепископа Курганского и Шадринского Константина пастырям, диаконам, монашествующим и всей богоспасаемой пастве Курганской епархии // Православная газета. 2014. — № 12 (88) — С. 2.
- «Не разлучившись с паствой» подвиг русского православного духовенства в Первую мировую войну 1914—1918 гг. //Церковь. Богословие. История: материалы III Международной научно-богословской конференции — Екатеринбург: Информ.-изд. Отдел ЕПДС, 2015. — С. 267—276.
- Облеченный величайшим полномочием. Путь и место служения священника. Материал посвящён 75-летию со дня рождения известного петербургского священника протоиерея Алексия Коровина // Родная Ладога. Культурно-просветительный и литературно-художественный журнал. № 1 (31), 2015. — С. 51-71.
- Сильнее смерти. Философия войны. К 70-летию Великой Победы // Родная Ладога. Культурно-просветительный и литературно-художественный журнал. № 2 (32), 2015. — С. 9-24.
- С верой в Победу // Тобол. Литературно-публицистический альманах. — № 1 (25). 2015. — С. 6-12.
- Облеченный величайшим полномочием. К 75-летию со дня рождения протоиерей Алексия Коровина// Православная газета Курган. № 2 (90), 2015. — С. 8-9.
- Священный долг перед Родиной и верой. О патриотической деятельности Русской Православной церкви в годы Великой Отечественной войны// Православная газета Курган. № 3 (91), 2015. — С. 8-9.
- Пасхальное послание архиепископа Курганского и Шадринского Константина, пастырям, диаконам, монашествующим и всей богоспасаемой пастве Курганской епархии // Православная газета Курган. № 4 (92), 2015. — С. 1.
- Сильнее смерти. Философия войны // Православная газета Курган. № 5 (93), 2015. — С. 8-9.
- Начало дальнейшего. К 500-летию со дня кончины св.прп. Иосифа Волоцкого // Родная Ладога. Культурно-просветительный и литературно-художественный журнал. № 3 (33), 2015. — С. 27-37.
- Начало дальнейшего. К 500-летию со дня кончины св.прп. Иосифа Волоцкого // Вестник Екатеринбургской духовной семинарии. — Екатеринбург, 2015. — Вып. 3 (11). — С. 11-25.
- Заглянуть за границы науки. Естественные науки и православная нравственная идея в XXI веке // Родная Ладога. Культурно-просветительный и литературно-художественный журнал. № 4 (34), 2015. — С. 5-20.
- Приветственное слово // Материалы межрегиональной конференции «500-летие преставления преподобного Иосифа Волоцкого. Наследие и заветы преподобного» — М: БИБЛИО-ГЛОБУС. 2015. — С. 3-4.
- Начало дальнейшего // Материалы межрегиональной конференции «500-летие преставления преподобного Иосифа Волоцкого. Наследие и заветы преподобного» — М: БИБЛИО-ГЛОБУС. 2015. — С. 8-25.
- Вступительное слово // Ефимовская В. В. Резонанс жизни. — СПБ.: Родная Ладога, 2015. — С. 3-4.
- Вступительное слово // История Сяндебского Успенского женского монастыря. Петрозаводск, 2015. — С 3-4
- Вклад Русской Православной Церкви в Победу в Великой Отечественной войне // Великому подвигу посвящается. Сборник избранных трудов ученых и ветеранов Великой Отечественной войны, посвященный 70-летнему юбилею Победы в Великой Отечественной войне 1941—1945 годов. СПб: издательский дом «Северославянское бюро рекламы», 2015. — С. 98-116.
- Боровский женский монастырь Похвалы Божией Матери и житие священномученика Аркадия Гаряева пресвитера Боровского // Под общей редакцией Архиепископа Курганского и Шадринского Константина. — Курган: Издательство епархиального женского монастыря Похвалы Божией Матери с. Боровское Курганской и Шадринской епархии РПЦ (МП), 2015. — С. 88.
- История Православия на Карельской земле. Доклад на конференции, посвященной 25-летию возрождения Петрозаводской и Карельской епархии // Родная Ладога. Культурно-просветительный и литературно-художественный журнал. — № 1, 2016. — С. 32-45.
- Начало дальнейшего. К 500-летию со дня кончины св.прп. Иосифа Волоцкого // Сайт Союза писателей России. 07.04.2016.
- Патриотическая деятельность Русской Православной Церкви в годы Великой Отечественной войны // Академический вестник Академии наук и искусств Союза имени С. П. Королева. 2016. — № 12. — С. 30-42.
- Обращение к вечности и современность: религиозно-философская антропология // Родная Ладога. Культурно-просветительный и литературно-художественный журнал. — 2016. — № 2 (36) — С. 13-31.
- Приветствие участникам конференции // От Зауралья до Иерусалима: личность, труды и эпоха архимандрита Антонина (Капустина): материалы Всероссийской научной конференции (Далматово, 12-13 мая 2016 г.). Далматово: Успенский Далматовский мужской монастырь; Екатерининбургская духовная семинария, 2016. — С. 12-13.
- К 625-летию преставления святого преподобного Лазаря Муромского(1391—2016) / Под общ. ред. митрополита Константина. Петрозаводск, 2016.
- Эсхатологическое учение в творениях Святых Отцов и его значение в современном мире//Родная Ладога. Культурно-просветительный и литературно-художественный журнал. — № 3(37), 2016. — С. 21-46.
- Приветственное слово митрополита Петрозаводского и Карельского Константина на открытии IV научной конференции, посвященной 25-летию возрождения Петрозаводской и Карельской епархии 25-26 ноября 2015 года, г. Петрозаводск/ПРАВОСЛАВИЕ В КАРЕЛИИ, материалы IV научной конференции, посвященной 25-летию возрождения Петрозаводской и Карельской епархии 25-26 ноября 2015 года, г. Петрозаводск, Петрозаводск, 2016. — С 9-11.
- История Православия на Карельской земле. Доклад на конференции, посвященной 25-летию возрождения Петрозаводской и Карельской епархии // Православие в Карелии : материалы IV научной конференции, посвященной 25-летию возрождения Петрозаводской и Карельской епархии (25—26 ноября 2015 года, г. Петрозаводск). — Петрозаводск : Издательство ПетрГУ, 2016. — 478 с. — С 12-25.
- Патриотизм — соединяющий любовью // Родная Ладога. Культурно-просветительный и литературно-художественный журнал. — 2016. — № 4(38) — С. 5-25.
- Патриотизм — сфера жесткой конкуренции // Конкуренция и рынок. Информационно-аналитический журнал. — № 5 (78), октябрь 2016. — С 78-91.
- «Бог воззовет прошедшее»: уроки Первой мировой войны и цивилизационный потенциал России // Россия как государство-цивилизация: высшие цели и альтернативы развития: Коллективная монография по материалам Юбилейных международных Панаринских чтений, посвященных 75-летию со дня рождения А. С. Панарина. М.:Институт наследия, 2016. — С. 26-36.
- Слово на освящение первого в Петербурге престола свв. Царственных Мучеников в приходе Крестовоздвиженского казачьего собора // Воздвижение. — № 6 (128), 2016. — С. 8.
- «Горькая ошибка». «Церковная революция» 1917 года, её последствия и уроки для православного священства и всего народа России на примере истории Карельского края // Родная Ладога. Культурно-просветительный и литературно-художественный журнал. № 1 (39), 2017. — С. 41-75.
- Философские проблемы экологии. Доклад на научной конференции «Экология как междисциплинарная проблема охраны природы и человека»// Вестник образования и развития науки Российской Академии Естественных Наук. № 2 (20), 2017. — С. 7-8.
- Современники: Святой праведный Иоанн Кронштадский и революционный священник Георгий Гапон. Становление их личностей и влияние каждого на мировоззрение русского народа // Родная Ладога. Культурно-просветительный и литературно-художественный журнал. 2017. — № 2 (40) — С. 8-49.
- "Не умолкнет славянская служба или «Дуб — русский!». К 200-летию со дня рождения архимандрита Антонина (Капустина). // Родная Ладога. Культурно-просветительный и литературно-художественный журнал, 2017. — № 3 (41) — С. 60-78.
- Предисловие // Протоиерей Георгий Вахромеев. Подвиг царского служения. — Москва: Буки Веди, 2017. — С. 5-12.
- Вступительное слово // Кожевникова Ю. Н. Николаевская Андрусова пустынь. — Петрозаводск: Verso, 2017. — С. 3-4.
- Вступительное слово // Святые места. Карелия. Пряжинский район: путеводитель. автор-составитель Илья Тимин. Петрозаводск: Петропресс, 2017. — С. 3
- Свет во тьме. О святительском подвиге Патриарха Московского и всея Руси Тихона (Василия Ивановича Белавина) // Родная Ладога. Культурно-просветительный и литературно-художественный журнал. № 4 (42), 2017. — С. 70-107.
- Предисловие // Коняев Н. М. Ребра северовы. Повествование о святынях Русского севера. — СПб.: Фонд «Созидающий мир»; «Полакс», 2018. — 804 с.
- «Апокалипсисы революций». Санкт-Петербургские религиозно-философские собрания 1901—1903 гг.: причины, ход и неудача диалога Русской Православной Церкви и русской интеллигенции с современной точки зрения // Родная Ладога. Культурно-просветительный и литературно-художественный журнал. № 1 (43), 2018. — С. 14-66.
- Христианский подвиг Монарха. Факты и подоплеки убиения Семьи Николая II // Родная Ладога. Культурно-просветительный и литературно-художественный журнал. № 2 (44), 2018. — С. 5-73.
- Христианский подвиг Монарха. Факты и подоплеки убиения Семьи Николая II // Родная Ладога. Культурно-просветительный и литературно-художественный журнал. № 3 (45), 2018. — С. 5-40.
- Не прикасайся к помазанным Моим. К 100-летию русской трагедии — убиения Николая II и его Семьи // Родная Ладога. Культурно-просветительный и литературно-художественный журнал. № 4 (46), 2018. — С. 16-37.
- Расстрелять веру. // Тобол. Литературно-публицистический альманах. 2018. — № 2 (32). — С. 86-106.
- Приветственное слово митрополита Петрозаводского и Карельского Константина на открытии научно-практической конференции «1917-2017 годы: уроки столетия для Карелии» // 1917—2017 годы: уроки столетия для Карелии: материалы научной конференции (24 ноября 2016 года г. Петрозаводск), 2018. С 5-6.
- Церковные аспекты революционных событий 1917 г. в Олонецкой епархии. Доклад на научно-практической конференции «1917-2017 годы: уроки столетия для Карелии» // 1917—2017 годы: уроки столетия для Карелии: материалы научной конференции (24 ноября 2016 года г. Петрозаводск), 2018. С 7-29.
- Предисловие // Калинина Е. А. Духовное образование в Олонецкой губернии в XIX — начале XX века. — Петрозаводск: ИП Марков Н. А., 2019. — 561 с.
- Под прикрытием Крестного хода. Кровавое воскресение как пролог кровавого века в истории России // Родная Ладога. Культурно-просветительный и литературно-художественный журнал. № 1 (47), 2019. — С. 62-124.
- Вступительное слово // Александро-Невская церковь г. Петрозаводска: сборник документов и материалов. — Петрозаводск: Периодика, 2019. — 264 с.
- Смертный грех церковного раскола. Исторические подоплеки и современные последствия «русских» революций начала XXвека и убийства Помазанника Божия Царя Николая II // Родная Ладога. Культурно-просветительный и литературно-художественный журнал. № 2 (48), 2019. — С. 30-115.
- Стал человек — один другому — дьявол // Родная Ладога. Культурно-просветительный и литературно-художественный журнал. № 3 (49), 2019. — С. 6-19.
- Предисловие // Православие и проблемы биоэтики. Сборник работ/ Отв. Редактор И. В. Силуянова — Москва:2020. С.6-8.
- Религиозные аспекты Великой Отечественной войны и деятельность Русской Православной Церкви. К 75-летию Великой Победы/ Родная Ладога. Культурно-просветительный и литературно-художественный журнал. № 1 (51), 2021. С.5-44.
- Патриотическая деятельность Русской Православной Церкви в годы Великой Отечественной войны/ Вестник образования и развития науки Российской академии естественных наук, 2020, 24 (1), с. 18-29
- Русская Церковь и Великая Победа // Славянка. Православный женский журнал. № 3 (87), 2020. С. 14 — 23.
- История Православия на Карельской земле. Доклад на конференции, посвященной 25-летию возрождения Петрозаводской и Карельской епархии//Сердоболь. Городской альманах. № 21, 2020. С.2-9.
- Предисловие // Синодик пострадавших, умученных и убиенных священно-церковнослужителей, монашествующих и мирян на территории Республики Карелия в годы репрессий / Комиссия по канонизации святых Петрозаводской и Карельской епархии; составитель: иерей Константин Кукушкин — Петрозаводск: ООО «Два товарища». 2020. — 132 с.
- Вступительное слово // Важеозерский Спасо-Преображенский мужской монастырь. Петрозаводская и Карельская епархия. Историко-литературный фотоальбом. — Петрозаводск, 2020, с.3-5.
- Великая Отечественная война и её религиозные аспекты, вклад Русской Православной Церкви в Победу / Карелия: история и современность. Сборник материалов научно-практической конференции, посвященной 100-летию Республики Карелия, Петрозаводск, 23 октября 2020 года. — Петрозаводск, КарНЦ РАН, 2020г, с. 20-34
- Послание митрополита Петрозаводского и Карельского Константина пастырям, диаконам, монашествующим и всей богоспасаемой пастве по случаю первого празднования Собора новомучеников и исповедников земли Карельской / Петрозаводск, 1 ноября 2020 года
- Эсполио (статья о России) // Родная Ладога. Культурно-просветительный и литературно-художественный журнал. № 2, 2020. — С. 56-76
- «…Ибо прах» (Быт. 3: 19) (размышления о жизни, смерти и служении во время новейшей мировой пандемии) // Родная Ладога. Культурно-просветительный и литературно-художественный журнал. № 3, 2020. — С. 69-92
- Вступительное слово // Мария Егорова. Сяндема. Путь сквозь века. Очерк истории Сяндемского монастыря Петрозаводской и Карельской епархии — СПб, Аврора, 2020. — С. 3-4.
- Вступительное слово //Приходы Пряжинского района по материалам дореволюционной периодики. Сборник — Пряжа, Приход Храма Покрова Богородицы, 2020. — С. 6-7.
- О Боге и Вечности, вере и России. Интервью митрополита Петрозаводского и Карельского Константина (Горянова) для журнала «Родная Ладога» // Родная Ладога. Культурно-просветительный и литературно-художественный журнал. № 4, 2020. — С. 9-24
- Защитник земли русский князь Александр Невский (1221—1263): воин и святой // Родная Ладога. Культурно-просветительный и литературно-художественный журнал. № 4, 2020. — С. 25-51
- Вклад Русской Православной Церкви в победу в Великой Отечественной войне // Воспоминания и очерки о Великой Отечественной войне 1941—1945 годов. Автор-составитель С. А. Виноградов. — СПб, 2020. — С. 121—140
- «Чувства добрые». Некоторые размышления о русской литературе и революции // Родная Ладога. Культурно-просветительный и литературно-художественный журнал. — № 1-2. 2021. — С. 100—121.

- Медицина в Библии // Вестник Белорусского Экзархата, 1997. — № 1 (16)
  - Церковь и медицина. Материалы Пятых Минских Епархиальных Чтений. — С. 8—18
- Библия и медицина // Вестник Санкт-Петербургского отделения Российской Академии естественных наук. 1997. № 1(3). — С. 297—303.
  - Біблія і медыцына // Праваслаўе. Мн., 1998. — № 7. — С. 5—15.
- Человек и его здоровье с библейской точки зрения // Доклад для конференции «Церковь и медицина. Взаимодействие Русской Православной Церкви и государства». СПб., 14-16 июня 2005.
- Человек и его здоровье с библейской точки зрения (тезисы) // Церковь и медицина. Церковно-медицинский журнал. № 1, июнь, 2005. — С. 6.
- Человек и его здоровье с библейской точки зрения // Церковь и медицина. Доклады II международной духовно-медицинской конференции «Церковь и медицина». № 1(2), август, 2007. — С. 24-30.
- Библия и медицина. // Збірник статей Науково-практична конференція «Особистість, духовність та біотичні аспекти сучасної медицини», Вінниця, 2009. — С. 11-16.
- Библия и медицина // Актуальные вопросы коррекции экстремальных состояний. Сборник материалов международной научно-практической конференции, посвящаенной 85-летию заслуженного деятеля науки РФ, доктора медицинских наук, почётного профессора Брянского государственного университета имени академика И. Г. Петровского Николая Никифоровича Самойлова.- Брянск: группа копаний «Десяточка», 2013. — С. 133—145.
- Библейская антропология и медицина / Православие и проблемы биоэтики. Сборник работ. — М.: 2017, С. 37-47
- Предисловие // Православие и проблемы биоэтики. Сборник работ / Отв. Редактор И. В. Силуянова — Москва: 2020. — С. 6-8.

- И познаете истину. — СПб.: Родная Ладога, 2011. — 568 с. — 1000 экз. — ISBN 978-5-905657-01-6.
- 20 лет Курганской и Шадринской епархии. 1993—2013. — Курган: Принт—экспресс, 2013. — 121 с.
  - 20 лет Курганской и Шадринской епархии. 1993—2013. — 2-е изд., испр. и доп.. — Курган: Принт—экспресс, 2014. — 194 с. — 3000 экз.
- Встань и иди в дом твой. — СПб.: Родная Ладога, 2014. — 512 с. — 500 экз. — ISBN 978-5-905657-08-5.
- Апокалипсисы революций. — СПб.: Родная Ладога, 2017. — 560 с. — 1000 экз. — ISBN 978-5-905657-22-1.
- Чаша Господня и чаша бесовская (1Кор. 10:21). — СПб.: Родная Ладога, 2020. — 536 с.

- Стремление стать священником не должно опираться на юношеский романтизм (Интервью. Беседовала В. Морозова) // Смена. 1997. 20 мая. № 108 (21688). — С. 4.
- «Мы исходим из того, что человеческая жизнь священна!» Интервью // Сб.: Культура и общество: взаимные обязательства на пороге нового тысячелетия. 2001. — С. 127—139.
- Интервью. КОНСТАНТИН, Архиепископ Тихвинский, Ректор Санкт-Петербургских Духовных Академии и Семинарии // Цендровский В. А. Истина высшей пробы. К.: КМЦ «Поэзия», 2004. — С. 148—154.
- Плоть — скрипка души. Интервью // Православный Санкт-Петербург. 2005. — № 10. — С. 1.
- Ольга Григорьева Интервью Архиепископа Курганского и Шадринского КОНСТАНТИНА для газеты «Новый мир». 2009

## Награды
- Орден святителя Иннокентия, митрополита Московского и Коломенского I степени, 2021 год
- Орден преподобного Сергия Радонежского II степени, 2001 год
- Орден святого благоверного князя Даниила Московского II степени, 1995 год, за труды по возрождению МинДС и Новогрудской епархии
- Орден святого преподобного Серафима Саровского II степени, 2011 год[16]
- Орден святителя Иннокентия, митрополита Московского и Коломенского II степени, 2006 год, во внимание к миссионерским трудам
- Орден святого благоверного князя Даниила Московского III степени, 25 февраля 2019 года[17]
- Орден святителя Макария, митрополита Московского II степени, 2016 год
- Медаль преподобного Сергия Радонежского I степени, 1988 год
- Медаль преподобного Сергия Радонежского II степени, 1985 год
- Орден святителя Кирилла Туровского (бел. Ордэн свяціцеля Кірыла Тураўскага) II степени, 2010 год; Белорусский экзархат[18]
- Орден святого апостола Марка II степени, 1986 год, Александрийская православная церковь
- Медаль преподобного Далмата Исетского I степени, 2013 год Курганская и Шадринская епархия
- Серебряная юбилейная медаль святого первоверховного апостола Петра, Санкт-Петербургская епархия
- Юбилейная медаль «1000-летие преставления святого равноапостольного князя Владимира», 2015 год, Москва
- Медаль святого великомученика Феодора Тирона, 2016, Пинск
- Золотая медаль святого апостола Павла, 1992 год, Элладская православная церковь, Афины
- Наперсный крест, во время учёбы в академии
- Крест с украшением, 2 марта 1990
- Юбилейная Патриаршья грамота, 2006 год, в связи с 60-летием возрождения Санкт-Петербургских духовных школ и 285-летием основания
- Архиерейская грамота Экзарха Белоруссии митрополита Филарета (Вахромеева), 1994 год
- Именная Патриаршая панагия к 10-летию архиерейской хиротонии, 2001 год

- Медаль «В память 300-летия Санкт-Петербурга», 2003 год
- Памятная медаль Правительства Российской Федерации «Патриот России» за большой вклад в совершенствование системы патриотического воспитания граждан России и выполнение программ патриотического воспитания, вручена 19 августа 2014 года[19]
- Памятная медаль МЧС России «Маршал Василий Чуйков» за сбор средств в помощь жителям Дальнего Востока, пострадавшим от наводнения, 2013 год
- Медаль «XX лет МЧС России», в соответствии с решением ГУ МЧС России по Курганской области, удостоверение от 27 декабря 2010 г.
- Медаль Федеральной службы судебных приставов «За заслуги», 2013 год
- Медаль «За содружество в области химического разоружения», в соответствии с приказом начальника ФУБХУХО России от 11 февраля 2014 г.[20], вручение состоялось 12 июля 2014 года в воинской части Щучанского объекта по хранению и уничтожению химического оружия в поселке Плановый[21].
- Медаль генералиссимуса Александра Суворова «За вклад в патриотические традиции Отечества» и Диплом победителя во Всероссийском литературном конкурсе имени генералиссимуса А. В. Суворова в номинации «Публицистика» за книгу «Апокалипсисы революций», 12 декабря 2018 года, вручение 27 марта 2019 года в Балтийском государственном техническом университете «ВОЕНМЕХ» им. Д. Ф. Устинова, Санкт-Петербург[22][23]
- Медаль администрации Далматовского района «Сущенко Сергей Александрович», 2014 год
- Юбилейная медаль «65 лет Победы в Великой Отечественной войне 1941—1945 гг.» в соответствии с решением Президиума НП МНБИ, удостоверение от 07 мая 2010 года[24]
- Юбилейная медаль «За трудовые заслуги» в ознаменование 65-летия Победы в Великой Отечественной войне, в соответствии с решением Межотраслевого объединённого комитета по наградам от 14 мая 2010 года, удостоверение № 539
- Юбилейная медаль «25 лет Федеральной таможенной службе», 12 октября 2016 года, вручена 26 октября 2016 года на XVII Международной выставке «Таможенная служба-2016», Москва[25]
- Почётный знако Главы Республики Карелия «За вклад в развитие Республики Карелия», 21 октября 2020 года[26]
- Почётная грамота Министерства юстиции Российской Федерации, 18 июня 2012 года, вручена 12 сентября 2012 года[27]
- Грамота Губернатора Ленинградской области В. П. Сердюкова «За содействие в деле возвращения Тихвинской иконы Божией Матери»
- Грамота Губернатора Курганской области, 2015 год
- Грамота Курганской областной Думы 2015 год
- Грамота Курганской городской Думы 2015 год
- Грамота и знак «Лауреат года» Главы Республики Карелия, 2017 год[28]
- Медаль «За укрепление обороноспособности» имени Д.Ф. Устинова (Военмех, 20 марта 2023 года)[29]

- Звезда Вернадского II степени — высшая награда Международного межакадемического союза
- Орден Петра Великого II степени «За выдающиеся заслуги и большой личный вклад в развитие и укрепление Государства Российского» от академии АПОБ
- Орден святого Иоанна Кронштадтского «За заслуги в области духовного возрождения России» от Международной академии наук экологии, безопасности человека и природы (МАНЭБ), 22 декабря 2016 года, вручение 17 марта 2017 года в Санкт-Петербурге[30]
- Орден Ломоносова (Санкт-Петербургский университет технологий управления и экономики, 25 марта 2021 года[31]) «За выдающиеся заслуги и большой личный вклад в многотрудное дело восстановления и укрепления нравственных и духовных традиций государства Российского»
- Орден св. Георгия Победоносца I степени от Российской Академии Естественных Наук (РАЕН)
- Орден «За труды и доблесть» от Российской Академии Естественных Наук (РАЕН)
- Золотой почетный Крест св. Татианы — покровительницы российского студенчества
- Золотая медаль Лауреата национальной премии Петра Великого «За выдающиеся заслуги на благо Отечества»
- Юбилейный медаль «25 лет Федеральной таможенной службе» (2016)[32]
- Медаль «За достижения в образовании и экономике»
- Медаль лауреата премии им. В. И. Вернадского от АНИС
- Диплом и медаль имени В. И. Вернадского Российской академии естественных наук, 27 октября 2015 года, вручение 24 ноября 2015 года в Храме Христа Спасителя[33]
- Большая серебряная медаль Российского Государственного педагогического университета им. Герцена (РГПУ) «За большой вклад в развитие духовно-нравственного воспитания молодежи»
- Медаль Бецкого И. И. от Российского Государственного педагогического университета им. Герцена (РГПУ)
- Медаль лауреата «Личность Петербурга», 2008 год
- Медаль за воспитание юношества «Пастырь добрый»
- Медаль Академии российской словесности «За выдающийся вклад в отечественную культуру», Псковская область, Пушкинские Горы, 2013 год
- Медаль «За выдающийся вклад в развитие Российской академии естественных наук», 2015 год, Москва
- Медаль Фонда Международного поощрения социальных инициатив «От понимания к единению», 2017 год, Санкт-Петербург
- Памятная медаль Ученого Совета Военно-медицинской академии им. С. М. Кирова, в соответствии с решением Председателя Ученого Совета А.Белевитина, удостоверение от 28 февраля 2011 года.
- Памятная медаль «30 лет Софрино» ХПП «Софрино» РПЦ, 2010 год.
- Юбилейная медаль «440 лет Оренбургскому казачьему войску», за значительный вклад в дело государственного становления Оренбургского казачьего войска, 2014 год, Оренбургское войсковое казачье общество[34]
- Почетный знак Российской Академии Естественных Наук (РАЕН) «Звезда Академии» I степени, 2011 год
- Грамота и медаль «Ревнителю просвещения» от Академии российской словесности
- Медаль «За выдающийся вклад в развитие Российской академии естественных наук», 2015 год, Москва
- Звание лауреата Российской Академии Естественных Наук за книгу «Встань и иди в дом твой», 2016 год, Москва
- Почетное звание и знак «Рыцарь науки и искусств» Российской Академии Естественных Наук (РАЕН)
- «Почетный знак Российской Академии Естественных Наук (РАЕН): за заслуги в развитии науки»
- Почетный знак Российской Академии Естественных Наук «Ради общего блага», за выдающийся вклад в дело укрепления связей между наукой и духовностью, а также в связи с 65-летием со дня рождения, 15 марта 2016 года, вручение 23 марта 2016 года, Петрозаводск[35]
- Сертификат Хельсинкского Европейского форума «Создание единого образовательного пространства России и Европейского союза»
- Благодарности от Совета Ректоров ВУЗов СПб «За многолетний плодотворный труд, обеспечивший устойчивое взаимодействие Православной и светских высших школ Санкт-Петербурга в борьбе за духовность молодежи России»
- Почетный диплом за организацию и проведение Международной конференции «Святой Иоанн Кронштадтский и соборное возрождение России»
- Премия Союза писателей России «Имперская культура» им. Эдуарда Володина в номинации «Душеполезное чтение» за книгу «И познаете истину», 2011 год
- Нагрудный знак в память 400-летия Воцарения Династии Романовых — награждён Ольгой Николаевной Куликовской-Романовой за статьи, посвященные Царской семье, и за проведение в 2013 году в г. Далматово Международной научно-практической конференции, посвященной 400-летию Дома Романовых, 2013 год, Ташкент
- Золотой диплом III Славянского литературного форума «Золотой Витязь» за книгу в номинации публицистики «И познаете истину», 2013 год, Москва
- Диплом «Лауреата Всероссийской премии имени Н. А. Некрасова» в области литературы и искусства с вручением медали (Санкт-Петербург, 12 марта 2014 года[36]);
- Диплом признания и почета Ассамблеи народов Зауралья, 25 апреля 2013 года, Курган[37])
- Лауреат Российской Академии Естественных Наук за книгу «Встань и иди в дом твой», 2016 год, Москва
- Благодарственное письмо Благотворительного фонда «Северный духовный путь», март 2018 года[38])

архиепископ Константин состоит во многих общественных организациях:
- Вице-президент академии АНИС
- Член президиума Российской академии естественных наук (РАЕН)
- Член правления МОО «Общество Знание»
- Действительный член Академии Российской словесности
- Член академии АПОБ
- Член академии Петровской академии наук и искусств
- Член Международной академии наук экологии, безопасности природы и человека (МАНЭБ)
- Член Санкт-Петербургской Академии истории науки и техники
- Почетный член Международной академии интегративной антропологии
- Почетный председатель Собора православной интеллигенции
- Председателем Церковно-общественного совета по биомедицинской этике Московского Патриархата и др.

## Семья
- Прадед — Щербаковский, Стефан Васильевич, полковой священник, Георгиевский кавалер[39].
- Дед — священник Никита Васильевич Горянов был в 1930-е годы репрессирован, отбывал наказание в Данлаге.
- Тетя — монахиня Мария.
- Отец — Александр Никитич, врач, участник и инвалид Великой Отечественной войны.
- Мать — Мария Федоровна, пенсионер.
- Сестра — Наталья Александровна, доцент Одесского медицинского университета, кандидат медицинских наук.